# Astragalus eriopodus
Astragalus eriopodus là một loài thực vật có hoa trong họ Đậu. Loài này được Boiss. miêu tả khoa học đầu tiên.